# Michael Hennessy
Pour les articles homonymes, voir Hennessy (homonymie).
Michael Hennessy est un homme politique et  homme d'affaires irlandais. Il est élu pour la première fois au Dáil Éireann pour le Business and Professional Group lors des élections générales de 1922 pour la circonscription de Cork East et North East. Il est élu pour le Cumann na nGaedheal lors des élections générales de 1923 dans la circonscription de Cork East, réélu en 1923, juin 1927 et septembre 1927. Il perd son siège lors des élections générales de 1932.